# Kaloegerene
Kaloegerene (Bulgaars: Калугерене) is een dorp in het noordoosten van Bulgarije. Zij is gelegen in de gemeente Glavinitsa in de oblast Silistra. Het dorp ligt ongeveer 38 km ten zuidwesten van Silistra en 316 km ten noordoosten van de hoofdstad Sofia.

## Bevolking
In de eerste volkstelling van 1934 registreerde het dorp 449 inwoners. Dit groeide tot een officiële hoogtepunt van 711 inwoners in 1985. Sindsdien neemt het inwonersaantal af. Op 31 december 2019 telde het dorp 501 inwoners.
Van de 539 inwoners reageerden er 538 op de optionele volkstelling van 2011. Van deze 538 respondenten identificeerden 528 personen zichzelf als Bulgaarse Turken (98,1%), 5 als Roma (0,9%) en 4 als etnische Bulgaren (0,7%).
Van de 539 inwoners in februari 2011 werden geteld, waren er 76 jonger dan 15 jaar oud (14,1%), gevolgd door 375 personen tussen de 15-64 jaar oud (69,6%) en 88 personen van 65 jaar of ouder (16,3%).